# Bissetia tauromma
Espèce
Bissetia tauromma est une espèce de lépidoptères (papillons) de la famille des Crambidae. Elle a été décrite par A. P. Kapur (d) en 1950 et a pour localité type la région du Punjab, en Inde.